# Furina dunmalli
Espèce
Synonymes
- Glyphodon dunmalli Worrell, 1955

Statut de conservation UICN

 DD  : Données insuffisantes
Furina dunmalli est une espèce de serpents de la famille des Elapidae.

## Répartition
Cette espèce est endémique d'Australie. Elle se rencontre au Queensland et dans le nord de la Nouvelle-Galles du Sud.

## Description
Furina dunmalli est un serpent venimeux.

## Publication originale
- Worrell, 1955 : A new elapine snake from Queensland. Proceedings of the Royal Zoological Society of New South Wales, vol. 1953/54, p. 41-43.